# Rohrbach Ro II
Le Rohrbach Ro II était un hydravion à coque bimoteur à quatre places, entièrement métallique, conçu et fabriqué en Allemagne en 1923 comme avion de reconnaissance et bombardier.

## Conception
Fondée en 1923 par le docteur-ingénieur Adolf Rohrbach, la Rohrbach Metall-Flugzeugbau GmbH a conçu et construit de nombreux avions utilisant des méthodes de construction en alliage léger à revêtement travaillant, qui étaient à la pointe de la technique de conception des avions dans les années 1920. Son expérience antérieure avec des alliages légers à l'usine Zeppelin de Berlin-Staaken a été très utile à Rohrbach lors de la conception de ses propres avions.
Après avoir conçu le Ro I, un hydravion à coque bimoteur qui n'a pas été construit, Rohrbach a mis au point le Rohrbach Ro II. C'était un monoplan tout en métal à aile haute, avec deux moteurs actionnant des hélices tractives, dont les nacelles étaient montées au-dessus des ailes, sur des entretoises. Ses formes étaient aussi simples que possible, avec des cadres de fuselage de section rectangulaire et des flancs plats (mais le fond de coque était en V), des ailes à corde constante, un empennage et des ailerons aux extrémités carrées, et des compensateurs proéminents aux extrémités des ailes et de la dérive. Le poste de pilotage biplace était ouvert, situé entre les moteurs au niveau du bord d'attaque de l’aile. Un mitrailleur prenait place dans la pointe avant. Une caractéristique très inhabituelle de plusieurs hydravions Rohrbach était la présence à bord d'une paire de mâts et de voiles. Elles étaient utilisées en cas d'amerrissage forcé à la suite d'une panne moteur, et devaient permettre à l’avion de regagner la terre ferme par ses propres moyens.
À l’époque de la création du Ro II, le Traité de Versailles interdisait la construction de gros avions en Allemagne. Afin de contourner cette difficulté, Rohrbach a créé une filiale au Danemark, la Rohrbach-Metall-Aeroplan Co. A/S, pour construire les premiers avions Rohrbach. Les restrictions imposées à l'industrie aéronautique allemande ont été assouplies en 1926, ce qui a permis de réaliser la construction de la série des avions Rohrbach directement à l'usine Rohrbach Metall-Flugzeugbau GmbH de Berlin.

## Engagements
Le Ro II a effectué son premier vol le 11 novembre 1923, piloté par Werner Landmann. L'avion a été utilisé , le 24 octobre 1924, pour tenter de battre plusieurs records de vitesse et de charge utile pour hydravion enregistrés par la Fédération aéronautique internationale. Après cela, l’avion a été vendu à Mitsubishi Shoji Kaisha Ltd, au Japon. Rebaptisé Yokosho expérimental Type R 1, il a été évalué par la Marine impériale japonaise.

## Opérateurs
Japon
- Marine impériale japonaise